# Karen Zerby
Karen Zerby Elva (Camdem, 31 luglio 1946) è stata leader del gruppo precedentemente chiamato i Bambini di Dio e che è ora chiamato The Family International (TFI La Famiglia Internazionale). Karen Zerby ha cambiato legalmente il suo nome di Katherine Rianna Smith nel 1997, e utilizza gli pseudonimi David Maria, Maria Berg, Maria Fontaine, Mamma Maria, e la Regina Maria.

## Biografia

### Primi anni
Karen Zerby si unì al gruppo dei Bambini di Dio nel 1969, solo un anno dopo la sua fondazione da parte di David Berg il quale divenne successivamente suo marito. Dopo essere diventata una segretaria privata dello stesso David Berg, fondatore e riconosciuto profeta del gruppo, ha iniziato una relazione con lui. Alla fine Berg ha lasciato la sua prima moglie Jane Miller e Karen Zerby divenne la sua convivente. Poco dopo aver lasciato Jane Miller, Berg ha rilasciato una dichiarazione per il suo gruppo in merito a una profezia chiamata La Chiesa Vecchia e la Chiesa Nuova, che è stato visto da alcuni anche come la sua giustificazione per aver lasciato la sua prima moglie.
Nel 1975, mentre viveva a Tenerife, nelle Isole Canarie della Spagna, Karen Zerby ha avuto un figlio: Ricky Rodriguez (conosciuto in TFI come Davidito, che in spagnolo significa piccolo Davide). Anche se non è il figlio legittimo di David Berg, è stato poi considerato dallo stesso David Berg come il suo figlio adottivo. L'infanzia di Ricky Rodriguez è stata registrata in un libro intitolato La storia di Davidito, che doveva essere un esempio per gli altri membri su come crescere i propri figli. Il libro è controverso per alcune sue fotografie e descrizioni piuttosto scandalose ed alcuni lo hanno etichettato come un incoraggiamento alla pedofilia ed agli abusi sessuali sui minori. Nel gennaio del 2005, Rodriquez uccise l'ex membro femminile del gruppo Angela Smith, che era stata coinvolta direttamente nella sua educazione e che tra gli altri aveva abusato di lui da bambino e che un tempo aveva servito come segretaria esecutiva di sua madre Karen Zerby. Poche ore dopo Rodriquez si suicidò.
Con la salute di David Berg in calo negli ultimi anni della sua vita, Zerby ha cominciato a prendere un ruolo di leadership all'interno del gruppo. Alla morte di questi, avvenuta il 1º ottobre del 1994, ha assunto la guida spirituale dei Bambini di Dio e subito dopo ha sposato il suo partner di lunga data, Steven Douglas Kelly (cambiato legalmente il suo nome in Christopher Smith, è conosciuto nel gruppo come Peter Amsterdam o re Pietro).

### Bambini di Dio
Una caratteristica costante in tutta la storia dei Bambini di Dio prima e della Famiglia Internazionale dopo è stata la loro estrema avversione ad ogni forma di controllo del governo statunitense e di estrema segretezza che circonda sia la leadership che le finanze del gruppo. Dall'inizio del XX secolo, Steven Kelly ha realizzato le immagini di Karen Zerby con lui in viaggio per mostrare ai suoi seguaci, poiché la maggior parte non aveva mai visto una fotografia della loro nuova leader spirituale prima di allora, dopo quella del fondatore e profeta David Berg. A questo punto, i membri del gruppo hanno visto fotografie o riprese video di Karen Zerby e Steven Kelly. La loro posizione era anche un segreto gelosamente custodito, e i video di Karen Zerby non erano facilmente reperibili anche ai membri a tempo pieno di TFI fino al marzo 2005, quando diverse fotografie recenti erano trapelate online. Questo ha segnato la prima vera svolta che le fotografie recenti di Karen Zerby siano state messe a disposizione del pubblico dopo quasi 30 anni di totale segretezza e riservatezza. Da allora, la viṡibilità della Famiglia Internazionale è cresciuta notevolmente e più mainstream. Molte foto, video e audio di Karen Zerby oggi sono totalmente disponibili online.

### Famiglia Personale
Lei e suo marito Steven Kelly vivono in Messico a partire dal 2010 con un piccolo gruppo di assistenti legati alla Famiglia Internazionale.